# 哈爾吉塔縣
哈爾吉塔縣（羅馬尼亞語：Judeţul Harghita）是羅馬尼亞中部的一個縣。面積6,639平方公里，人口302,432（2011年），是該國匈牙利人人口比重最高的縣（佔85.21%）。首府米耶爾庫雷亞丘克。
下設4市、5镇、49鄉。